# Julien Mills
Julien Mills, detto Skip (Indianapolis, 10 marzo 1985), è un ex cestista statunitense.

## Palmarès
- Campionato ungherese: 1

Szolnoki Olaj: 2011-12
- Coppa di Polonia: 1

Kotwica Kołobrzeg: 2009
- Coppa d'Ungheria: 1

Szolnoki Olaj: 2012